# Apostol Karamitew
Apostol Milew Karamitew (auch Apostol Karamitev, bulgarisch Апостол Милев Карамитев; * 17. Oktober 1923 in Burgas; † 9. November 1973 in Sofia) war ein bulgarischer Schauspieler.

## Biografie
Apostol Karamitew studierte bis 1947 Schauspielerei an der Nationalen Akademie für Theater- und Filmkunst in Sofia (Национална академия за театрално и филмово изкуство; НАТФИЗ) und wurde anschließend Schauspieler am bulgarischen Nationaltheater „Iwan Wasow“. Sein Debüt als Filmschauspieler hatte er 1951 mit dem Film Morgen über der Heimat von Anton Marinowitsch und Stefan Sartschadschiew. Mit seinem Rollenfach des romantischen Helden erspielte er sich die Gunst der Zuschauer. Für die Rolle des Mischo in Janko Jankows Es geschah auf der Straße wurde er 1956 auf den Filmfestival von Karlovy Vary mit einem Ehrendiplom ausgezeichnet; sein Alexandrow in Metodi Andonows Bjalata staja (1968) brachte ihm den Darstellerpreis des Filmfestivals in Varna. In der deutsch-bulgarischen Koproduktion Heimlichkeiten (1968) spielte er unter der Regie von Wolfgang Staudte die Hauptrolle des Colonel Damjanow. Seinen letzten Filmauftritt hatte er 1974 in der Historienrolle des Iwan Assen II. in Willi Zankows Zarenhochzeit in Tarnowo. Weitere bekannte Hauptrollen Karamitews waren der Radoslaw in Ljubimez 13 (1958) und der Apostol in Meister in allen Fächern (1962).
Karamitew wurde 1950 mit dem Dimitrow-Preis für seine Theaterarbeit und 1953 mit dem gleichen Preis für seine Darstellung des Kapitän Welkow in Nascha semja ausgezeichnet. 1963 wurde er Verdienter Künstler der Volksrepublik Bulgarien.
Er war mit der Schauspielerin Margarita Duparinowa verheiratet und hatte mit ihr ein Sohn und eine Tochter, die ebenfalls Schauspieler wurden – Momtschil Karamitew und Margarita Karamitewa. Karamitew wurde 2007 bei Welikite Balgari unter die 100 größten Bulgaren der Geschichte gewählt. Das Theater in Dimitrowgrad wurde nach ihm benannt.

## Filmografie (Auswahl)
- 1951: Morgen über der Heimat (Утро над родината)
- 1952: Unter dem Joch (Под игото)
- 1953: Lied vom Menschen (Песен за човека)
- 1956: Es geschah auf der Straße (Това се случи на улицата)
- 1957: Legende von der Liebe (Легенда за любовта)
- 1957: Der Eid der Heiducken (Хайдушка клетва)
- 1960: Die Abwehr greift ein (Нощта срещу 13-и)
- 1962: Meister in allen Fächern (Специалист по всичко)
- 1965: Ritter ohne Harnisch (Рицар без броня)
- 1968: Heimlichkeiten (Малки тайни)
- 1974: Zarenhochzeit in Tarnowo (Сватбите на Йоан Асен)